# Commissariati del popolo della RSFS Russa
I Commissariati del popolo furono istituzioni politiche nate nella Repubblica Socialista Sovietica Russa e attive dal 1917 al 1946, fino alla successiva riorganizzazione del Consiglio dei commissari del popolo, che era il principale organi amministrativo ed esecutivo dell'URSS.

## Lista dei commissariati
- Commissariato del popolo per gli affari interni (1917-1930)
- Commissariato del popolo per il controllo statale (1917-1920, 1941-1946)
- Commissariato del popolo per la solidarietà statale (1917-1918)
- Commissariato del popolo per i beni statali (1917-1918)
- Commissariato del popolo per l'agricoltura (1917-1946)
- Commissariato del popolo per gli affari esteri (1917-1923, 1944-1946)
- Commissariato del popolo per l'autogoverno locale (1917-1918)
- Commissariato del popolo per gli affari militari e marittimi (1917-1923)
- Commissariato del popolo per le nazionalità (1917-1924)
- Commissariato del popolo per le poste e i telegrafi (1917-1923)
- Commissariato del popolo per i beni alimentari (1917-1924)
- Commissariato del popolo per l'istruzione (1917-1946)
- Commissariato del popolo per le vie di comunicazione (1917-1923)
- Commissariato del popolo per il commercio e l'industria (1917-1920)
- Commissariato del popolo per il lavoro (1917-1919, 1920-1933)
- Commissariato del popolo per le finanze (1917-1946)
- Commissariato del popolo per la giustizia (1917-1946)
- Commissariato del popolo per la salute (1918-1946)
- Commissariato del popolo per la sicurezza sociale (1918-1946)
- Commissariato del popolo per il lavoro e la sicurezza sociale (1919-1920)
- Commissariato del popolo per il commercio estero (1920-1923)
- Commissariato del popolo per l'ispezione operaio-contadina (1920-1934)
- Commissariato del popolo per il commercio interno (1924-1926, 1934-1938)
- Commissariato del popolo per gli approvvigionamenti (1930-1934)
- Commissariato del popolo per l'economia abitativa (1931-1946)
- Commissariato del popolo per l'industria leggera (1932-1934, 1936-1946)
- Commissariato del popolo per l'industria locale (1934-1946)
- Commissariato del popolo per i sovchoz cerealicoli e dell'allevamento (1936-1946)
- Commissariato del popolo per l'industria alimentare (1936-1946)
- Commissariato del popolo per l'industria boschiva (1938-1946)
- Commissariato del popolo per il commercio (1938-1946)
- Commissariato del popolo per il trasporto automobilistico (1939-1946)
- Commissariato del popolo per l'industria energetica locale (1939-1946)
- Commissariato del popolo per l'industria della carne e del latte (1939-1946)
- Commissariato del popolo per l'industria dei materiali da costruzione (1939-1946)
- Commissariato del popolo per l'industria peschiera (1939-1946)
- Commissariato del popolo per l'industria tessile (1939-1946)
- Commissariato del popolo per l'edilizia civile-abitativa (1944-1946)
- Commissariato del popolo per le coltivazioni industriali (1946)

## Fonte
- (RU) RSFSR, su Sovnarkom RSFSR – SSSR. Rukovoditeli gosudarstvennych organov RSFSR i SSSR (1917-1993 gg.). URL consultato il 2 luglio 2017 (archiviato dall'url originale il 28 giugno 2017).